# Richard Hartshorne
Richard Hartshorne, född 1899, död 1992, var en amerikansk geograf.
Richard Hartshorne blev 1941 professor vid University of Wisconsin–Madison. Han var en av 1940-talets mest kända geopolitiker i USA, och publicerade tidskriftsartiklar särskilt om Europas geopolitiska förhållanden. Hartshorne utgav även en del större arbeten, däribland The Nature of Geography (1940).